# Stanislav Svoboda (motocyklový závodník)
Stanislav Svoboda (* 1919) je bývalý československý motocyklový závodník, reprezentant v ploché dráze. Jeho syn Jiří Svoboda byl také plochodrážním reprezentantem.

## Závodní kariéra
Jezdil soutěže a po získání potřebných bodů i silniční závody motocyklů. V Mistrovství světa jednotlivců na ploché dráze skončil v roce 1960 na 8. místě v evropském finále, když o pozici náhradníka ve světovém finále přišel až prohrou v dodatkové jízdě. V Mistrovství světa družstev skončil v roce v roce 1961 ve Wroclawi na 4. místě. V polofinále mistrovství světa na dlouhé dráze 1961 skončil na 15. místě. V mistrovství Československa jednotlivců skončil v roce 1959 na 6. místě, v roce 1960 na 7. místě, v roce 1961 na 13. místě a v roce 1963 na 19. místě.